# Sagittibythere
Sagittibythere is een geslacht van kreeftachtigen uit de klasse van de Ostracoda (mosselkreeftjes).

## Soort
- Sagittibythere sica Schornikov & Mikhailova, 1990